# Carl von Otter (1819–1883)
Carl Salomon von Otter, född 21 mars 1819 i Korsberga socken, Småland, död 17 december 1883 i Gränna, var en svensk friherre och politiker. 

## Biografi
von Otter blev underlöjtnant vid Smålands grenadjärbataljon 1837, löjtnant 1845 och kapten 1854. Han beviljades avsked ur krigstjänsten 1864. von Otter var ägare till godsen Holmsgård, Östanå och Stora Hultrum, alla i Jönköpings län. Han var vice ordförande i Jönköpings läns hushållningssällskap, ordförande i Västra härads hushållningsgille, ledamot i centralstyrelsen för Smålands enskilda bank och i styrelsen för Jönköpings läns lantbruksskola. von Otter var ledamot i Kommittén angående lindring av roterings- och rustningsbesväret 1867—68 och landstingsman 1869. Han var riksdagsledamot i första kammaren för Jönköpings län 1866–1872.
Carl von Otter var son till Carl von Otter. Han var gift med friherrinnan Beata Augusta Lovisa Leijonhufvud (1819–1906) och far till Fanny och Erik Otto von Otter. Carl von Otter var vidare svärfar till Hjalmar Selldén samt morfar till Ragnar och Harald Selldén.